# Ponts (Francja)
Ponts – miejscowość i gmina we Francji, w regionie Normandia, w departamencie Manche.
Według danych na rok 1990 gminę zamieszkiwały 482 osoby, a gęstość zaludnienia wynosiła 72 osoby/km² (wśród 1815 gmin Dolnej Normandii Ponts plasuje się na 453. miejscu pod względem liczby ludności, natomiast pod względem powierzchni na miejscu 742.).